# Selezioni giovanili della nazionale femminile di pallacanestro della Gran Bretagna
Le selezioni giovanili della nazionale di pallacanestro della Gran Bretagna sono gestite dalla British Basketball Federation e partecipano ai tornei cestistici internazionali femminili per squadre nazionali, limitatamente a specifiche classi d'età.

## Under-20
Rappresenta le migliori giocatrici di nazionalità britannica di età non superiore ai 20 anni. Partecipa a tutte le manifestazioni internazionali giovanili di pallacanestro per nazioni gestite dalla FIBA.
Quando Londra ha acquisito i diritti per organizzare la Olimpiade 2012, gli organizzatori hanno voluto che le atlete britanniche fossero competitive in tutti gli sport, incluso il basket. La nuova squadra fu formata il 1º dicembre 2005 dalle Federazioni inglese, scozzese e gallese, tutte affiliate indipendentemente alla FIBA.
Da allora ha sempre partecipato alla Division B del campionato di categoria, con due partecipazione agli Europei di Division A.

### Partecipazioni
FIBA EuroBasket Under-20
- 2011 - 8°
- 2012 - 16°

## Under-18
Rappresenta le migliori giocatrici di nazionalità britannica di età non superiore ai 18 anni. Partecipa a tutte le manifestazioni internazionali giovanili di pallacanestro per nazioni gestite dalla FIBA.

### Partecipazioni
Division B
- 2017 - 4°
- 2018 - 10°
- 2019 - 19°
- 2022 - 11°
- 2023 - 12°

## Under-16
Rappresenta le migliori giocatrici di nazionalità britannica di età non superiore ai 16 anni. Partecipa a tutte le manifestazioni internazionali giovanili di pallacanestro per nazioni gestite dalla FIBA.

### Partecipazioni
Division B
- 2017 - 18°
- 2018 - 15°
- 2019 - 6°
- 2022 - 11°
- 2023 - 6°